# Octafluoropropane
L'octafluoropropane est un composé de la famille des (per)fluorocarbures. C'est un gaz à effet de serre (GWP=7 000), mais sans effet sur la couche d'ozone (ODP=0), ininflammable, qui peut être synthétisé par fluoration électrochimique du propane ou par le procédé Fowler en utilisant des fluorures de cobalt.

## Utilisations
L'octafluoropropane est utilisé dans le domaine de l'industrie de la microélectronique. Il est utilisé, mélangé à du dioxygène, comme source de plasma pour la gravure ionique réactive (RIE) afin de graver des couches de dioxyde de silicium (SiO2) ; cette gravure est sélective et n'attaque pas le métal.
En médecine, l'octafluoropropane peut être le gaz dans les micro-bulles de l'agent de contraste utilisé en échocardiographie de contraste. Les bulles d'octafluoropropane reflètent bien les ondes sonores et sont utilisés pour améliorer le signal de rétrodiffusion des ultrasons. 
Il est aussi utilisé en ophtalmologie, pendant les opérations de décollement de rétine, il aide à plaquer les tissus oculaires pendant l'intervention du chirurgien. Cependant, une trop grande quantité de ce gaz peut faire augmenter la pression interne de l'œil.
L'octafluoropropane, sous le nom de R-218, est utilisé, généralement en mélange, comme réfrigérant.
Il fait aussi partie des gaz cités dans les projets de terraformation de Mars dû à son haut potentiel de réchauffement global